# Nati nel 1924/Agosto
| Questa pagina contiene informazioni ricavate automaticamente dalle voci biografiche con l'ausilio del template Bio e di un bot. L'aggiornamento è periodico e automatico e ricostruisce completamente la pagina. Se manca una persona in questa lista, sei pregato di non aggiungerla, ma accertati piuttosto che la sua voce biografica contenga il template Bio e che i dati anagrafici siano correttamente compilati. Se il template Bio manca, inseriscilo tu stesso o, in alternativa, metti l'avviso {{tmp\|Bio}} che ne segnala la mancanza. Se i dati riportati sono sbagliati, correggi direttamente la voce biografica; le modifiche saranno visibili in questa lista entro pochi giorni. Per chiarimenti vedi il progetto biografie. La lista contiene solo le 172 persone che sono citate nell'enciclopedia e per le quali è stato implementato correttamente il template Bio. Pagina aggiornata al 2 lug 2025. |

- 1º agosto - Abd Allah dell'Arabia Saudita, re saudita († 2015)
- 1º agosto - Tally Brown, attrice e cantante statunitense († 1989)
- 1º agosto - Georges Charpak, fisico polacco († 2010)
- 1º agosto - Frank Havens, canoista statunitense († 2018)
- 1º agosto - Marcia Mae Jones, attrice statunitense († 2007)
- 1º agosto - K.S. Karol, giornalista e scrittore polacco († 2014)
- 1º agosto - Michael Stewart, commediografo e librettista statunitense († 1987)
- 1º agosto - John Clive Ward, fisico australiano († 2000)
- 2 agosto - Raffaele Andreassi, giornalista, regista e sceneggiatore italiano († 2008)
- 2 agosto - James Baldwin, scrittore statunitense († 1987)
- 2 agosto - Roger Boss, pianista e insegnante svizzero († 2002)
- 2 agosto - Gaspare Cucinella, attore italiano († 2016)
- 2 agosto - Joe Harnell, compositore, pianista e arrangiatore statunitense († 2005)
- 2 agosto - Carlo Lavezzari, imprenditore, dirigente sportivo e politico italiano († 1994)
- 2 agosto - Trofim Lomakin, sollevatore sovietico († 1973)
- 2 agosto - Corrado, conduttore televisivo, autore televisivo e conduttore radiofonico italiano († 1999)
- 2 agosto - Carroll O'Connor, attore, regista e sceneggiatore statunitense († 2001)
- 2 agosto - Alfonso Sansone, produttore cinematografico italiano († 2015)
- 3 agosto - Anatolij Aleksin, scrittore, poeta e drammaturgo russo († 2017)
- 3 agosto - Walter Fusi, pittore italiano († 2013)
- 3 agosto - Karl Gotch, wrestler e lottatore belga († 2007)
- 3 agosto - Jean Gruault, sceneggiatore e attore francese († 2015)
- 3 agosto - Marshall Hawkins, cestista statunitense († 2010)
- 3 agosto - Piero Ottone, giornalista e scrittore italiano († 2017)
- 3 agosto - Max van der Stoel, politico olandese († 2011)
- 3 agosto - Leon Uris, scrittore e sceneggiatore statunitense († 2003)
- 4 agosto - Mohamed M. Atalla, ingegnere, chimico e inventore egiziano († 2009)
- 4 agosto - Armando Buratti, pittore italiano († 2018)
- 4 agosto - Izhak Graziani, direttore d'orchestra israeliano († 2003)
- 4 agosto - Antonio Maccanico, politico e funzionario italiano († 2013)
- 5 agosto - Virginio Rognoni, politico italiano († 2022)
- 5 agosto - Pasquale Salvucci, storico della filosofia e politico italiano († 1996)
- 6 agosto - Gene Deitch, illustratore, animatore e disegnatore ceco († 2020)
- 6 agosto - Mario Fazio, giornalista e urbanista italiano († 2004)
- 6 agosto - Ella Jenkins, cantante statunitense († 2024)
- 6 agosto - Philippe Washer, tennista belga († 2015)
- 7 agosto - Arnold Buss, psicologo statunitense († 2021)
- 8 agosto - Franco Balestra, pallonista italiano († 2011)
- 8 agosto - Valentin Michajlovič Borisov, linguista e aforista russo († 1987)
- 8 agosto - Édouard Jaguer, poeta e critico d'arte francese († 2006)
- 8 agosto - Alfredo Mancinelli, allenatore di calcio italiano († 2005)
- 8 agosto - Nikolaj Sologubov, hockeista su ghiaccio sovietico († 1988)
- 9 agosto - Alfredo D'Agostino, politico italiano († 2013)
- 10 agosto - Martha Hyer, attrice statunitense († 2014)
- 10 agosto - Jean-François Lyotard, filosofo francese († 1998)
- 10 agosto - Saul Mariaschin, cestista statunitense († 1990)
- 10 agosto - Peter Wolff-Metternich zur Gracht, teologo e imprenditore tedesco († 2013)
- 12 agosto - Milla Baldo Ceolin, fisica italiana († 2011)
- 12 agosto - Idris Shah II di Perak, sovrano malese († 1984)
- 12 agosto - Evi Zamperini Pucci, scrittrice italiana († 2016)
- 12 agosto - Lucy Salani, attivista italiana († 2023)
- 12 agosto - Kazuo Shiraga, artista giapponese († 2008)
- 12 agosto - Muhammad Zia-ul-Haq, generale pakistano († 1988)
- 13 agosto - Josette Arène, nuotatrice francese († 2019)
- 13 agosto - Sergio Barilari, rugbista a 15 e allenatore di rugby a 15 italiano († 2018)
- 13 agosto - Serafim Fernandes de Araújo, cardinale e arcivescovo cattolico brasiliano († 2019)
- 13 agosto - Nicola Fusco, calciatore italiano († 2015)
- 13 agosto - Alessandro Karađorđević, principe serbo († 2016)
- 13 agosto - Chris van der Klaauw, politico e diplomatico olandese († 2005)
- 13 agosto - Pierre Lardinois, politico olandese († 1987)
- 13 agosto - Jurij Orlov, fisico russo († 2020)
- 13 agosto - Meta Velander, attrice e doppiatrice svedese († 2025)
- 14 agosto - Lee Adams, paroliere statunitense
- 14 agosto - Andrea Carrea, ciclista su strada italiano († 2013)
- 14 agosto - Eduardo Fajardo, attore e doppiatore spagnolo († 2019)
- 14 agosto - Sverre Fehn, architetto norvegese († 2009)
- 14 agosto - György Mogoy, calciatore ungherese
- 14 agosto - Georges Prêtre, direttore d'orchestra francese († 2017)
- 14 agosto - Colin Ward, architetto e urbanista britannico († 2010)
- 15 agosto - Robert Bolt, drammaturgo e sceneggiatore britannico († 1995)
- 15 agosto - Petrus Kastenman, cavaliere svedese († 2013)
- 15 agosto - Raymond King, allenatore di calcio e calciatore inglese († 2014)
- 15 agosto - Yoshirō Muraki, scenografo, costumista e direttore artistico giapponese († 2009)
- 15 agosto - Phyllis Schlafly, scrittrice e politica statunitense († 2016)
- 16 agosto - Ralf Bendix, cantante, produttore discografico e compositore tedesco († 2014)
- 16 agosto - Juliusz Demel, storico polacco († 1991)
- 16 agosto - Philip Dowson, architetto britannico († 2014)
- 16 agosto - Loris Mignatti, calciatore italiano
- 16 agosto - Fess Parker, attore statunitense († 2010)
- 16 agosto - Stanisław Różewicz, regista e sceneggiatore polacco († 2008)
- 16 agosto - Saverio Strati, scrittore italiano († 2014)
- 16 agosto - Reuben Sturman, imprenditore statunitense († 1997)
- 17 agosto - Franco Committeri, produttore cinematografico italiano († 2001)
- 17 agosto - Evan S. Connell, scrittore e poeta statunitense († 2013)
- 17 agosto - Jim Finney, arbitro di calcio inglese († 2008)
- 17 agosto - Stanley Jaki, teologo, filosofo e saggista ungherese († 2009)
- 17 agosto - Cornelio Marchetto, calciatore italiano († 2005)
- 17 agosto - Paul Noel, cestista statunitense († 2005)
- 17 agosto - Charles Simmons, scrittore statunitense († 2017)
- 18 agosto - Armin di Lippe, nobile tedesco († 2015)
- 18 agosto - Maurits Sabbe, presbitero e teologo belga († 2004)
- 18 agosto - Günther Stoll, attore tedesco († 1977)
- 19 agosto - Vincenzo Baldoni, architetto italiano († 2003)
- 19 agosto - Willard Sterling Boyle, fisico canadese († 2011)
- 19 agosto - Umberto Caldora, storico italiano († 1975)
- 19 agosto - Renzo Canestrari, medico e psicologo italiano († 2017)
- 19 agosto - Antonio Durán, allenatore di calcio e calciatore spagnolo († 2009)
- 19 agosto - Živorad Janković, architetto jugoslavo († 1990)
- 19 agosto - William Marshall, attore e regista statunitense († 2003)
- 19 agosto - Abdul Reza Pahlavi, principe iraniano († 2004)
- 20 agosto - Charley Fusari, pugile italiano († 1985)
- 20 agosto - Bob Norris, cestista britannico († 2018)
- 21 agosto - Jules Ancion, hockeista su prato olandese († 2011)
- 21 agosto - Ronald Gillespie, chimico britannico († 2021)
- 21 agosto - Arthur Janov, psicologo statunitense († 2017)
- 21 agosto - Robert Körner, allenatore di calcio e calciatore austriaco († 1989)
- 21 agosto - Joe Pitman, sollevatore statunitense († 2018)
- 21 agosto - Gustave Poppe, cestista belga
- 21 agosto - Slavoljub Slava Ković, partigiano jugoslavo († 1942)
- 21 agosto - Jack Weston, attore statunitense († 1996)
- 22 agosto - Orlando Ramón Agosti, generale argentino († 1997)
- 22 agosto - Joan Dalmau, cestista spagnolo († 2006)
- 22 agosto - Juan Carlos González, calciatore uruguaiano († 2010)
- 22 agosto - James Kirkwood Jr., scrittore, drammaturgo e librettista statunitense († 1989)
- 22 agosto - Trần Lệ Xuân, politica vietnamita († 2011)
- 22 agosto - Pat O'Connor, wrestler neozelandese († 1990)
- 23 agosto - Natuzza Evolo, mistica italiana († 2009)
- 23 agosto - Redfern Froggatt, calciatore inglese († 2003)
- 23 agosto - Ephraim Kishon, scrittore, umorista e regista israeliano († 2005)
- 23 agosto - Inge Paulsen, calciatore norvegese († 2013)
- 23 agosto - Madeleine Riffaud, poetessa, giornalista e partigiana francese († 2024)
- 23 agosto - Robert Solow, economista statunitense († 2023)
- 23 agosto - Wang Danfeng, attrice cinese († 2018)
- 24 agosto - Ferdinando Agnini, partigiano e antifascista italiano († 1944)
- 24 agosto - Ahmadou Ahidjo, politico camerunese († 1989)
- 24 agosto - Jimmy Gardner, attore inglese († 2010)
- 25 agosto - Sergio Bergonzelli, attore, regista e sceneggiatore italiano († 2002)
- 25 agosto - Allan Edwall, attore, regista e cantante svedese († 1997)
- 25 agosto - Antonio Imbelloni, allenatore di calcio e calciatore argentino
- 25 agosto - Zsuzsa Körmöczy, tennista ungherese († 2006)
- 25 agosto - Yasuzō Masumura, regista e sceneggiatore giapponese († 1986)
- 26 agosto - Nelusco Giachini, politico italiano († 2000)
- 26 agosto - John Peake, hockeista su prato britannico († 2022)
- 26 agosto - Jacques Villiers, ingegnere francese († 2012)
- 27 agosto - Franco Costabile, poeta italiano († 1965)
- 27 agosto - Giuseppe Martini, partigiano e esperantista italiano († 2007)
- 27 agosto - Paolo Piffarerio, animatore e fumettista italiano († 2015)
- 27 agosto - Anco Marcio Vargas, calciatore costaricano († 2002)
- 28 agosto - Alberto Canetta, attore e regista svizzero († 1987)
- 28 agosto - Bruno Castellino, giornalista italiano († 2001)
- 28 agosto - Jimmy Daywalt, pilota automobilistico statunitense († 1966)
- 28 agosto - Pietro Denicolai, politico e partigiano italiano
- 28 agosto - Glauco Ferron, calciatore italiano
- 28 agosto - Janet Frame, scrittrice neozelandese († 2004)
- 28 agosto - António Jacinto, poeta angolano († 1991)
- 28 agosto - Zef Pllumi, religioso e scrittore albanese († 2007)
- 29 agosto - Tissa Balasuriya, teologo e presbitero singalese († 2013)
- 29 agosto - Gianfranco Baruchello, artista e pittore italiano († 2023)
- 29 agosto - Gianluigi Gabetti, dirigente d'azienda italiano († 2019)
- 29 agosto - Alfeo Grignani, arbitro di calcio italiano († 2010)
- 29 agosto - Jean-Pierre Muller, schermidore francese († 2008)
- 29 agosto - María Dolores Pradera, cantante e attrice spagnola († 2018)
- 29 agosto - Clyde Scott, ostacolista e giocatore di football americano statunitense († 2018)
- 29 agosto - Gejza Šimanský, calciatore cecoslovacco († 2007)
- 29 agosto - Juan Bautista Villalba, calciatore paraguaiano († 2003)
- 29 agosto - Salvador Villalba, calciatore paraguaiano († 2021)
- 29 agosto - Rudolf Wanzl, imprenditore tedesco († 2011)
- 29 agosto - Dinah Washington, cantante statunitense († 1963)
- 30 agosto - Carlo Avedano, calciatore italiano
- 30 agosto - Pietro Bonfiglioli, critico letterario, critico d'arte e critico cinematografico italiano († 2005)
- 30 agosto - Keith Carter, nuotatore statunitense († 2013)
- 30 agosto - Kenny Dorham, trombettista, cantante e compositore statunitense († 1972)
- 30 agosto - Giovanni Margonari, calciatore e allenatore di calcio italiano
- 30 agosto - Xavier de Montclos, storico francese († 2018)
- 30 agosto - Alec Motyer, teologo e biblista irlandese († 2016)
- 31 agosto - Alberto Cecchi, politico e giornalista italiano († 2014)
- 31 agosto - Ramon Cojuangco, imprenditore filippino († 1984)
- 31 agosto - Buddy Hackett, attore statunitense († 2003)
- 31 agosto - Lidio Massagrande, calciatore italiano
- 31 agosto - Harry Meyen, attore, regista e doppiatore tedesco († 1979)
- 31 agosto - Wolfgang Müller-Lauter, filosofo tedesco († 2001)
- 31 agosto - George Sewell, attore britannico († 2007)